# Face-off
Face-off es el 58.º episodio de la serie de televisión norteamericana Gilmore Girls.

## Resumen del episodio
El clan de los Doose llega a Stars Hollow de visita para su reunión anual; el equipo de hockey de la secundaria del pueblo, después de 40 años, llega a la semifinal, Kirk narra el partido y Dean forma parte del equipo de Stars Hollow. Trix decide instalarse unos días en la mansión de los Gilmore y vuelve loca a Emily y le da muchas diligencias por hacer, hasta que esta descubre a su suegra besándose con un señor. Lorelai le advierte a su madre que no lo mencione, pero de un momento a otro Emily estalla y revela tal secreto delante de Richard y de las amigas de Trix. Más tarde, Emily se disculpa con su suegra, aunque le dice que ella también tiene cierto orgullo. Mientras tanto, Jess no ha llamado a Rory y esta se queda a esperarlo, aunque cuando Lorelai le recomienda que salga y se olvide de él, decide ir a ver el juego de hockey con Lane y Young Chui, quien estaba siendo utilizado como señuelo por Dave y Lane, para no despertar sospechas de la Sra. Kim. Dave se siente celoso y va a ver a Lane; y Rory descubre que Dean tiene una enamorada nueva: Lindsay. Al final del juego, Rory se encuentra con Jess, quien se disculpa por no llamar y le dice que consiguió entradas para un concierto.
- Datos: Q2881999